# Plage de Nogent
La plage de Nogent ou plage de l'anse de Nogent est une plage de sable ocre située au sud de Sainte-Rose, en Guadeloupe.

## Description
La plage de Nogent, longue de 1,08 km, se situe au sud de Sainte-Rose, entre la pointe Nogent et la pointe du Petit Fort, à l'ouest de Anse Vinty. 
Longue plage elle est entrecoupée de zones rocheuses et de zones propices à la baignade. Les ravines Macaque et de l'Hôpital se jettent au nord de la plage et la rivière de Nogent forme au sud un large marécage dont les eaux rejoignent parfois l'océan. 

## Histoire
En avril 1975, Maurice Barbotin y découvre des sépultures d'un cimetière d'esclaves lors de fouilles. Les ossements étaient peut-être issus du cimetière d'une petite chapelle que le père Breton avait fait construire au XVIIe siècle auprès du lieu-dit Du Plessis.
Le dimanche 10 juillet 2022, de nombreux poissons et des écrevisses sont retrouvés morts au plan d'eau adjacent à la plage sans que la cause ne soit découverte. Mais le 12 juillet, le non entretien de l'étang est pointé du doigt par les associations de protection des espèces et des espaces où elles vivent.

## Galerie

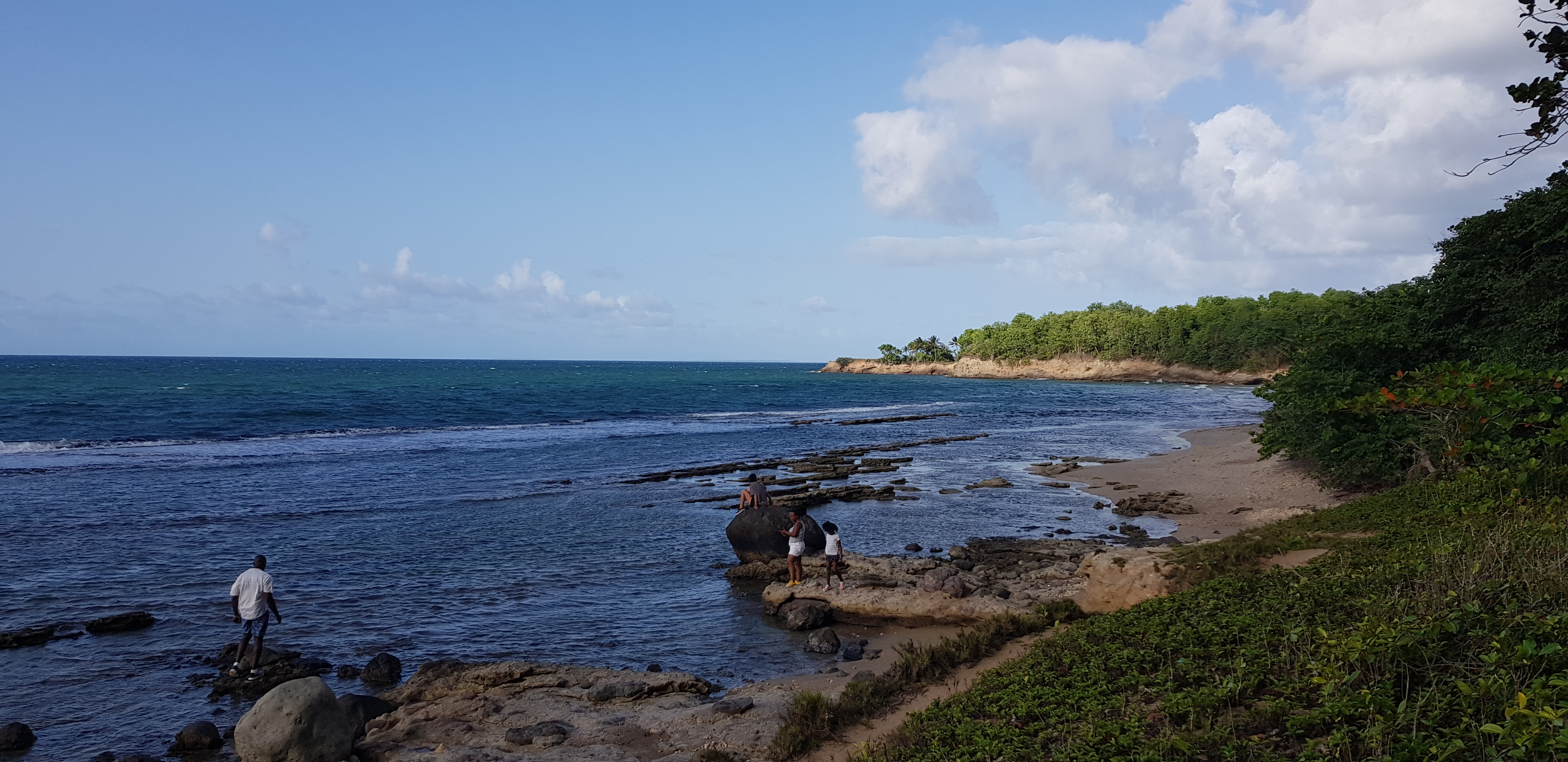
Plage de Nogent et pointe de Nogent
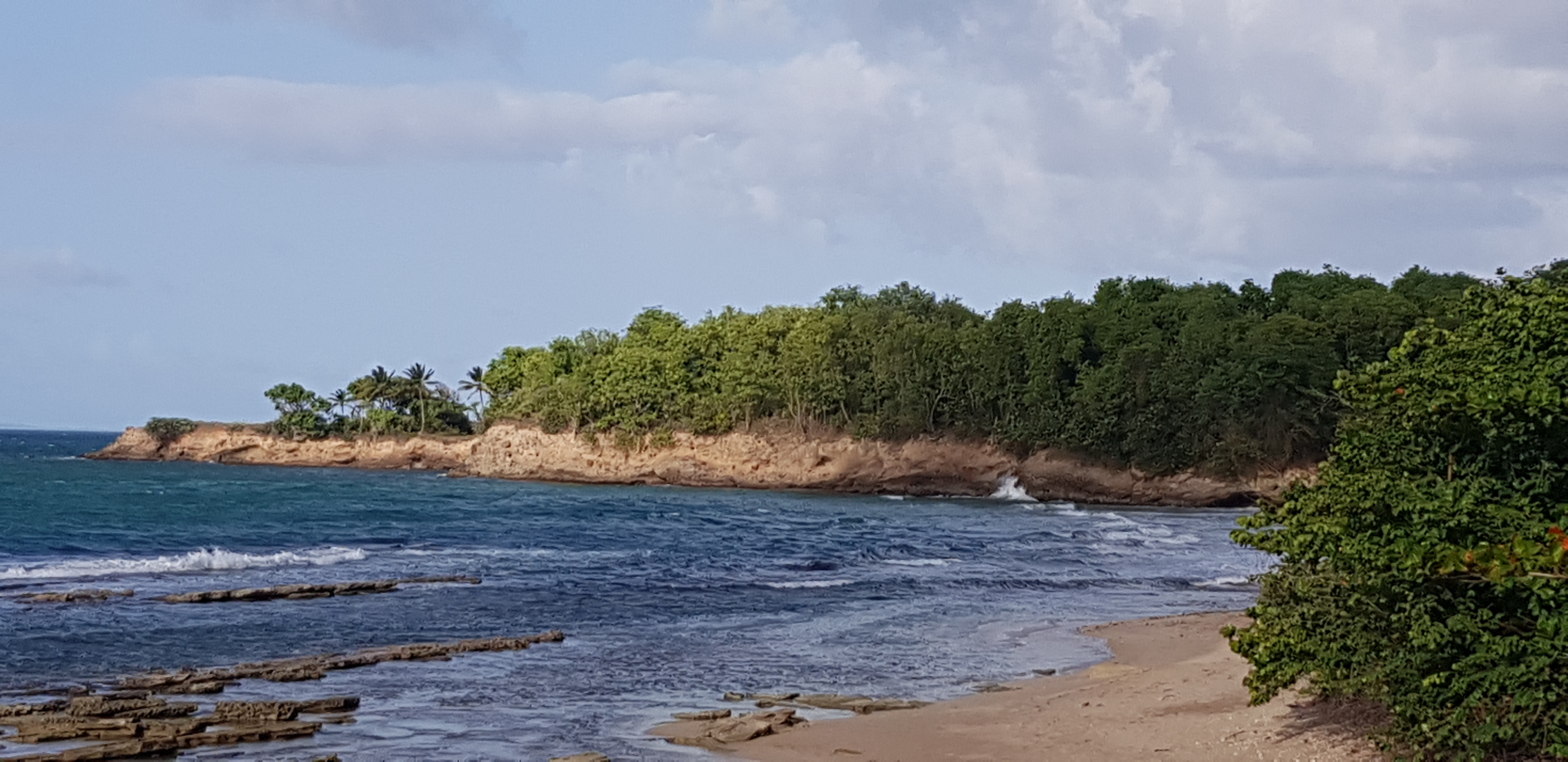
Anse et pointe de Nogent
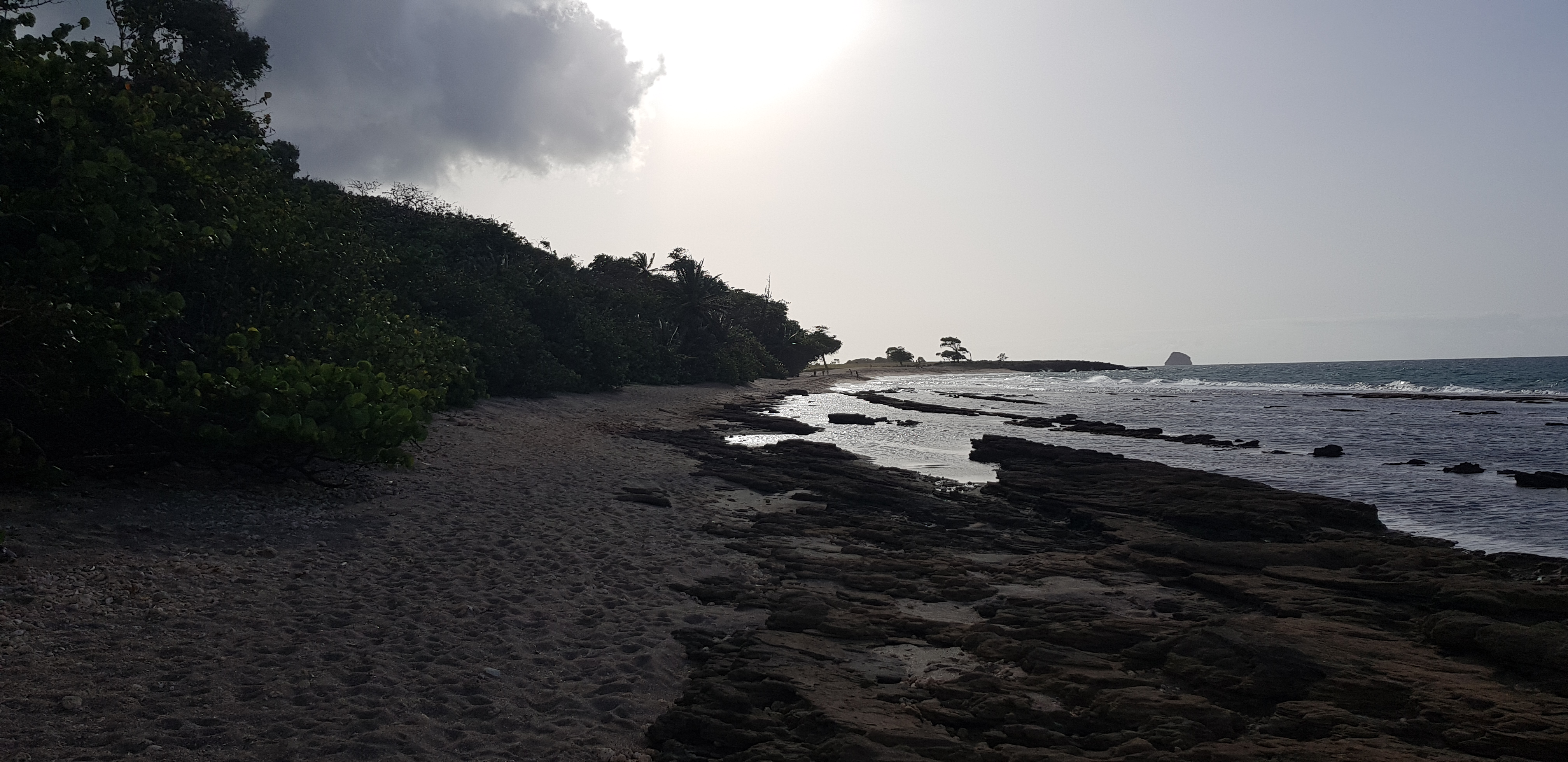
Plage de Nogent et pointe du Petit Fort
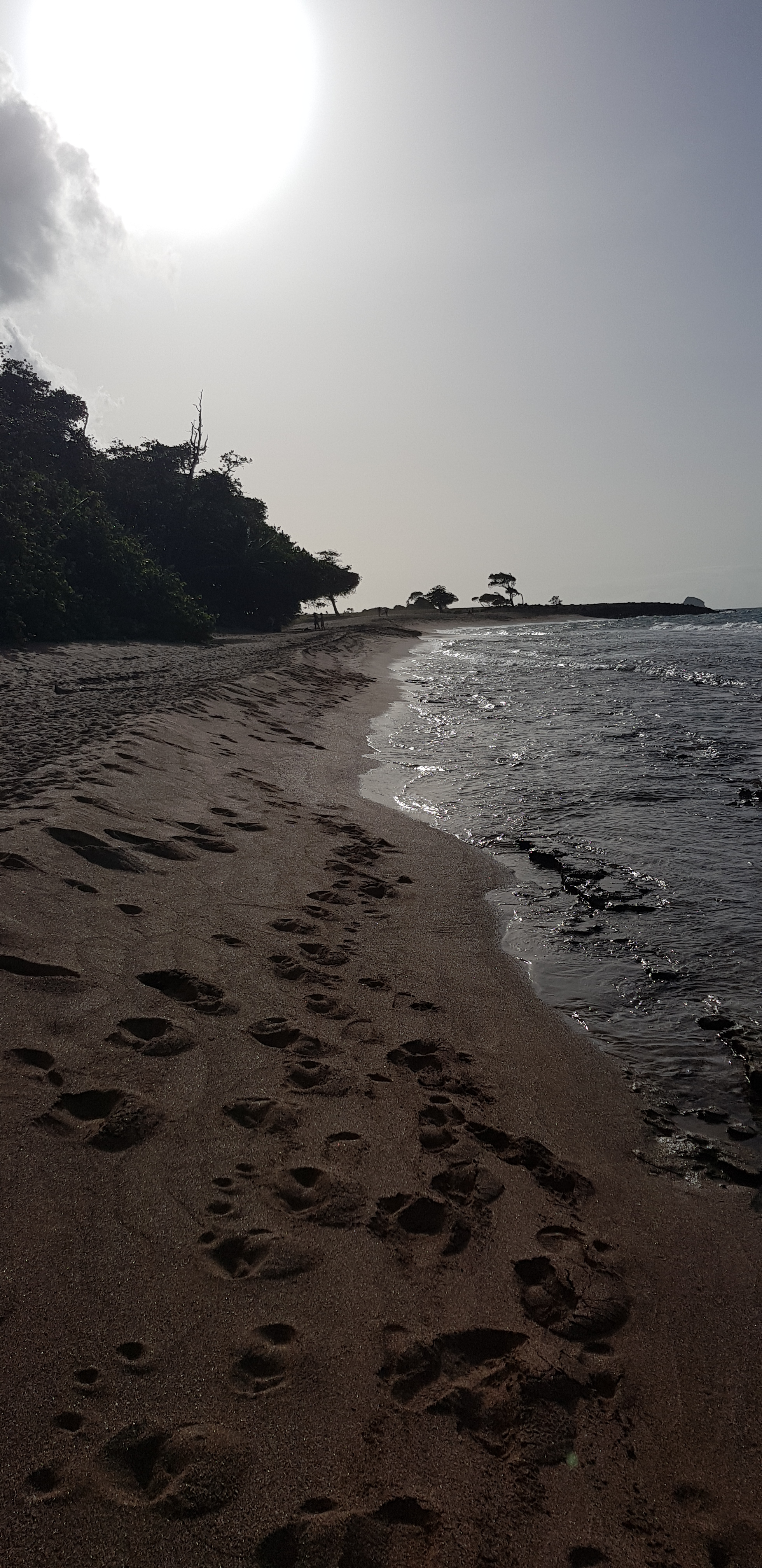
Plage de Nogent
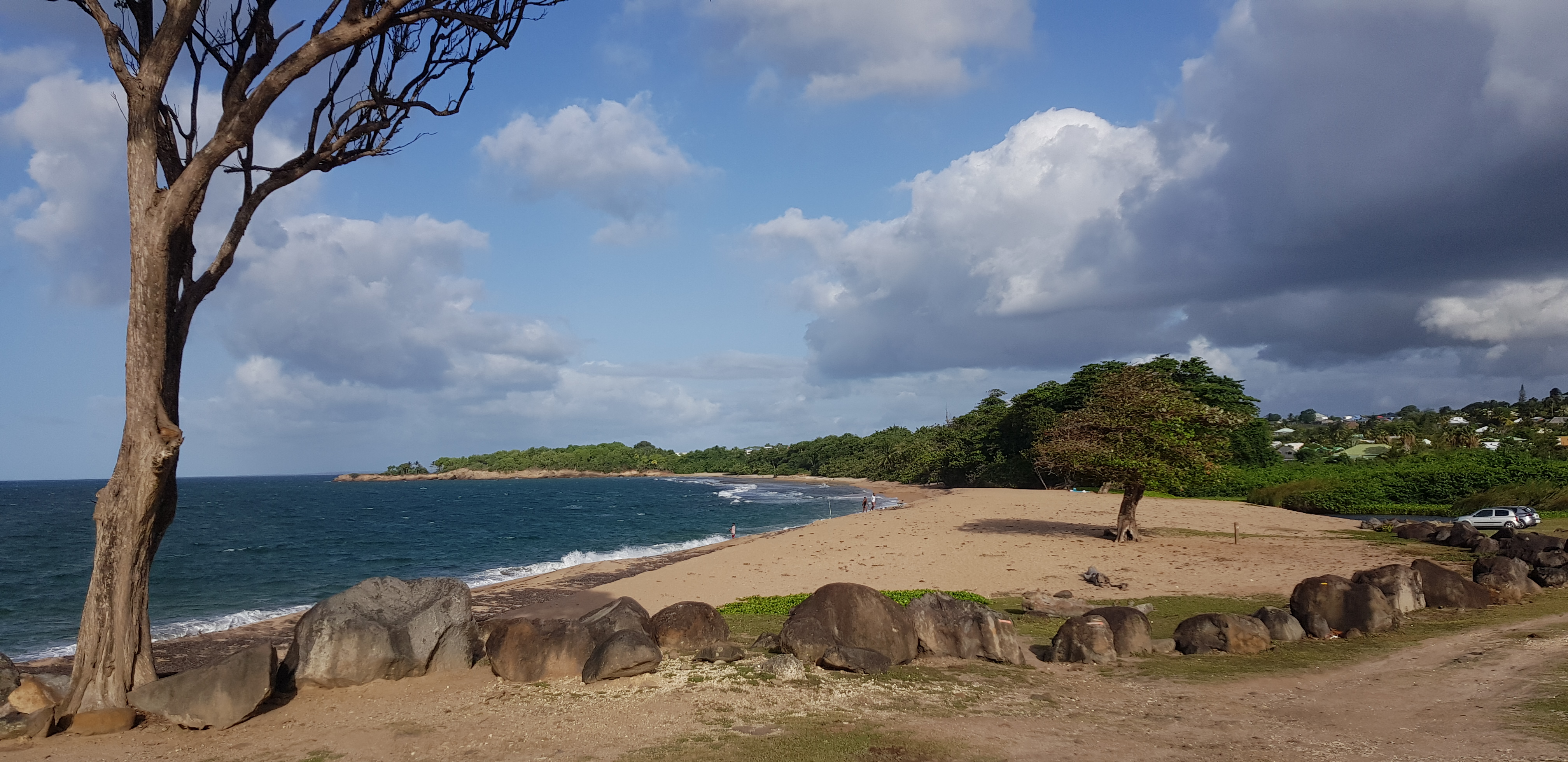
Anse de Nogent